# Aérodrome de Lakeba
L'aérodrome de Lakeba (code IATA : LKB • code OACI : NFNK) est un aéroport desservant Lakeba dans les Îles Fidji. Il est exploité par Airports Fiji Limited.

## Situation
| Cicia Gau Koro Labasa Lakeba Levuka Malolo Mana Matei Moala Nadi Suva Rotuma Savusavu Vanuabalavu Vunisea Yasawa |

## Compagnies aériennes et destinations
| Compagnies                       | Destinations |
| -------------------------------- | ------------ |
| Fiji Airways opéré par Fiji Link | Suva-Nausori |